# アイビー作戦

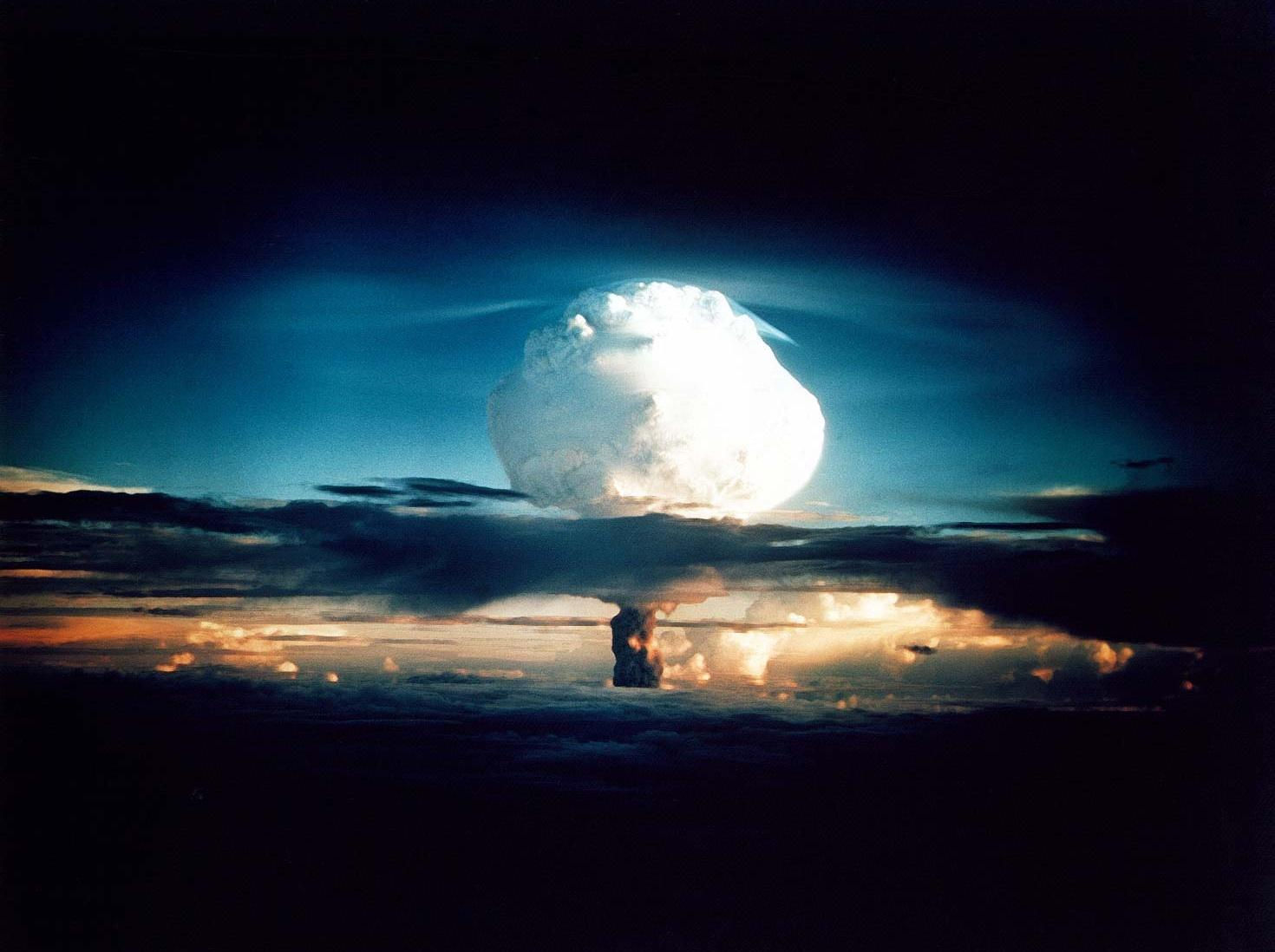
アイビー作戦（マイク実験時のキノコ雲）

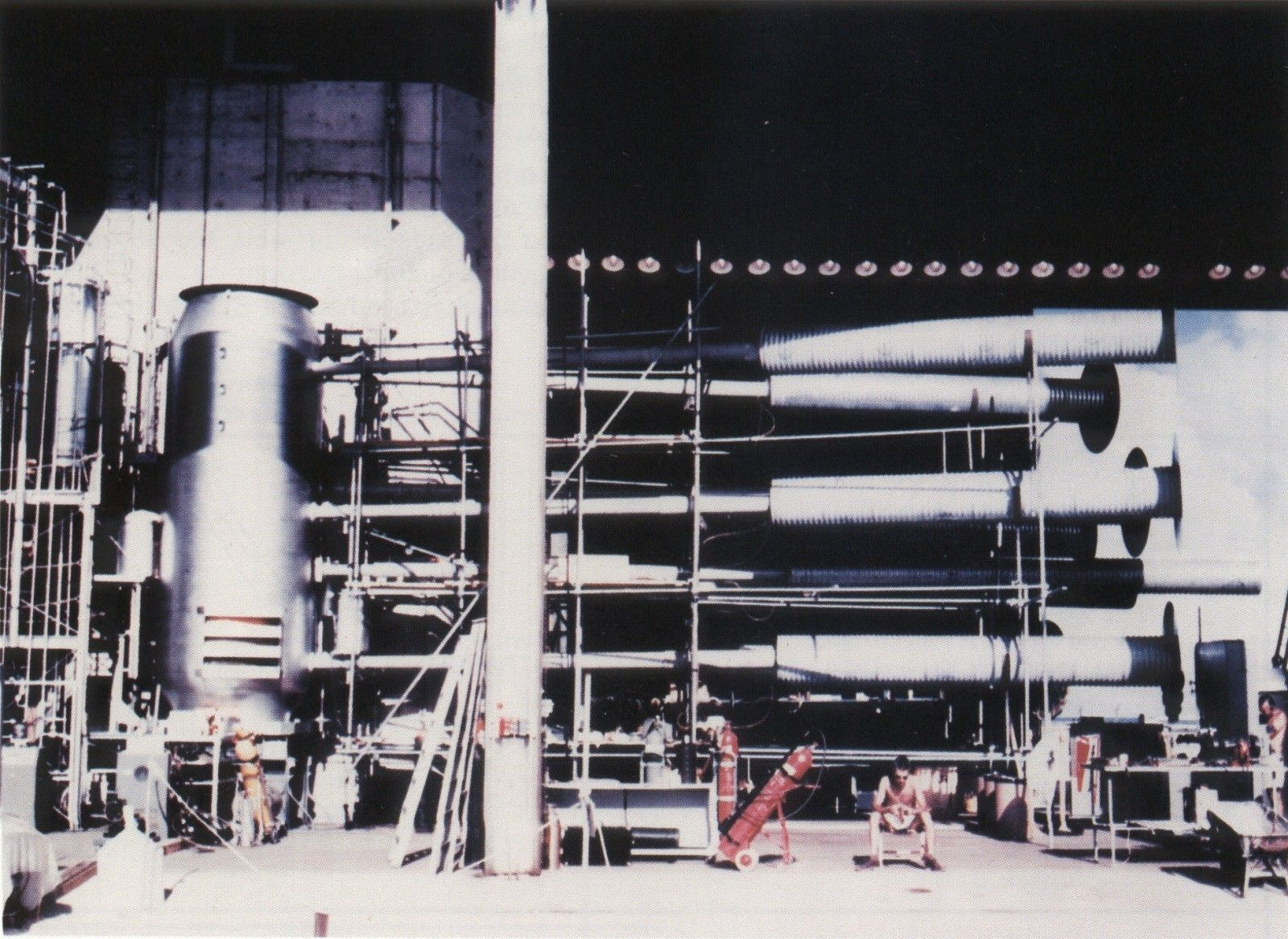
マイク実験装置
実験装置は、その外観から”ソーセージ”と呼ばれた。なお、装置本体から突き出ている長い直線状のパイプは、プライマリー（核分裂）／セカンダリー（核融合）反応の測定機器である。

アイビー作戦（アイビーさくせん、英語: Operation Ivy）は、アメリカ合衆国が1952年11月にマーシャル諸島のエニウェトク環礁で行った核実験である。本実験はタンブラー・スナッパー作戦に続いて実施されたもので、本作戦に引き続いてはアップショット・ノットホール作戦が実施されている。
11月1日のマイク実験 (Mike) と11月16日のキング実験 (King) の2回が行なわれた。
マイク実験は史上初の水素爆弾の実験であり、テラー・ウラム型に基づく多段階式核融合兵器であった。核融合燃料には液体重水素が用いられている。そのため、極低温に冷却する必要があり、機材は非常に大掛かりで、マイク実験装置は73.8トンもの重量があった。マイク実験の際、直径5kmの火球が出現し、キノコ雲は最大で高さ37km、幅161kmにも達した。実験後、爆弾が設置されたエルゲラブ島は跡形もなく消滅し、直径1.9km、深さ50mにも及ぶ巨大なクレーターが残された。出力10.4Mtのうち8Mtは、ウラン238で作られていたタンパーの核分裂によるもので、大量の放射性降下物が発生した。なお、プライマリには長崎原爆の改良型であるMark 5弾頭TX-5が流用されている。
キング実験は大威力核分裂兵器・Mark 18の実験であり、それまでの核分裂兵器としては最大威力の実験となった。これは核融合兵器のバックアップとしての大威力兵器の意味合いがあった。B-36によりルニット島の北方610m地点から投下され、上空450mで炸裂した。
| 実験名            | 日付           | 位置                         | 座標                                                               | 核出力       | 備考         |
| ----------------- | -------------- | ---------------------------- | ------------------------------------------------------------------ | ------------ | ------------ |
| マイク実験 (Mike) | 1952年11月1日  | エニウェトク環礁エルゲラブ島 | 北緯11度40分0秒 東経162度11分13秒 / 北緯11.66667度 東経162.18694度 | 10.4 - 12 Mt | 核融合兵器   |
| キング実験 (King) | 1952年11月16日 | エニウェトク環礁ルニット島   | 北緯11度32分44秒 東経162度21分9秒 / 北緯11.54556度 東経162.35250度 | 500 kt       | 純核分裂兵器 |

## 画像

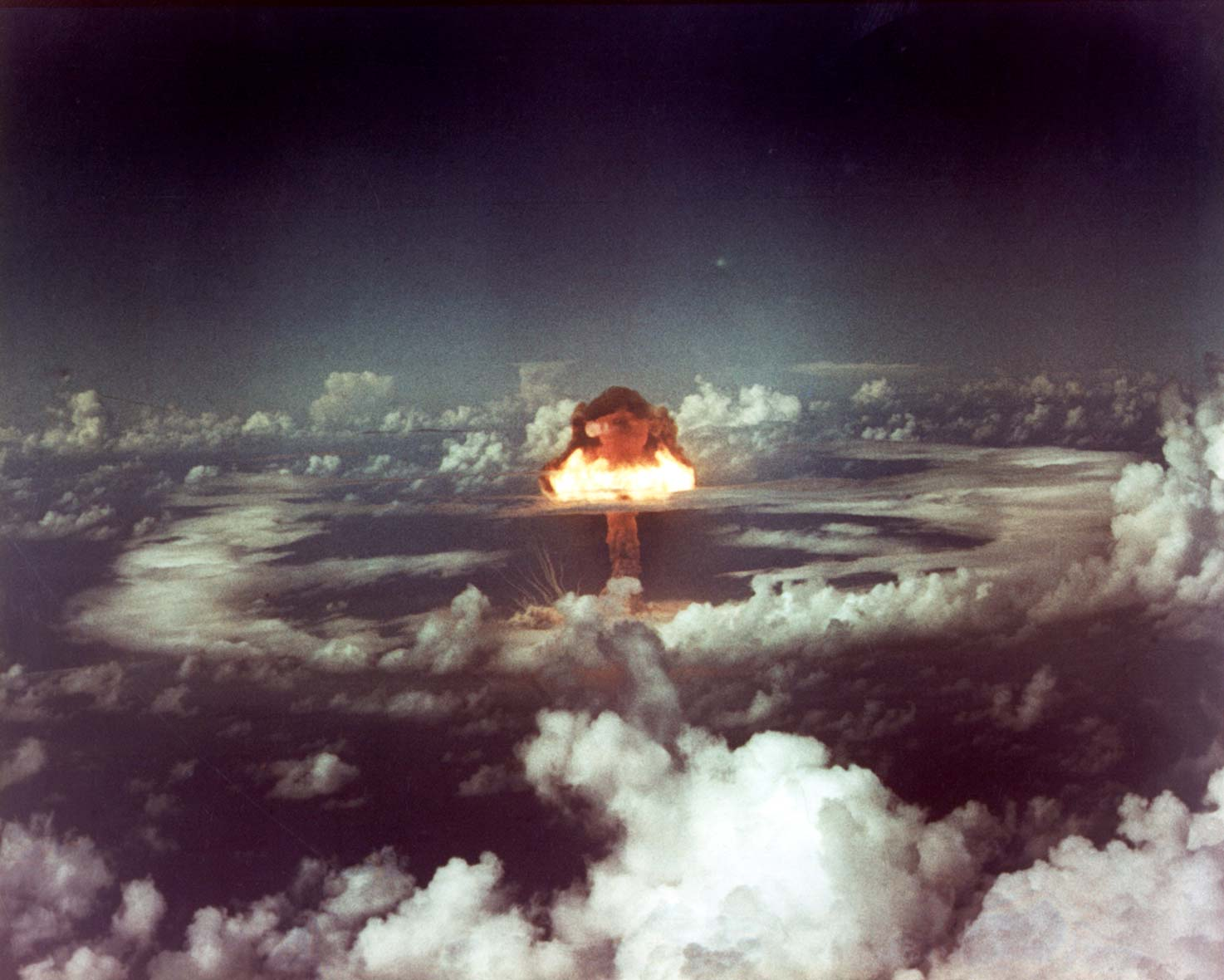
アイビー作戦（キング実験時のキノコ雲）
- マイク実験のビデオ
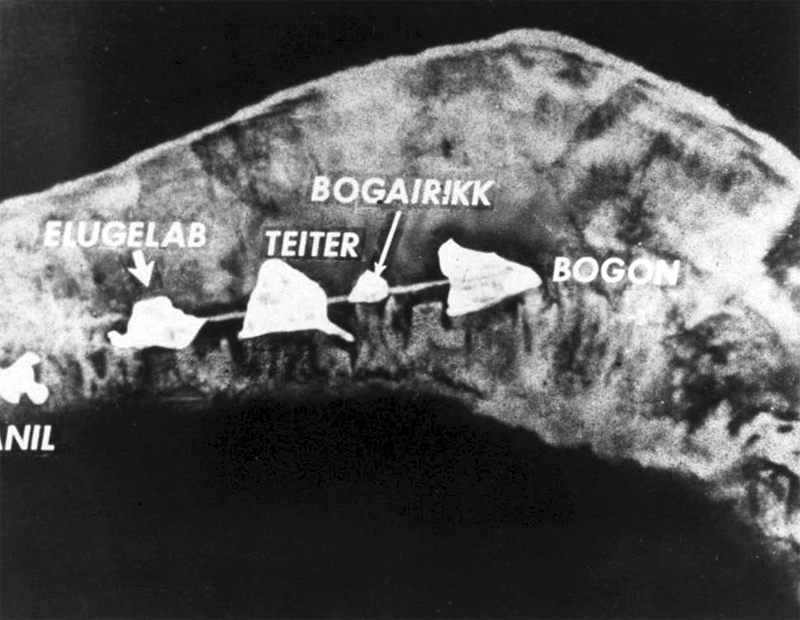
マイク実験前のエニウェトク環礁。エルゲラブ島が存在している。
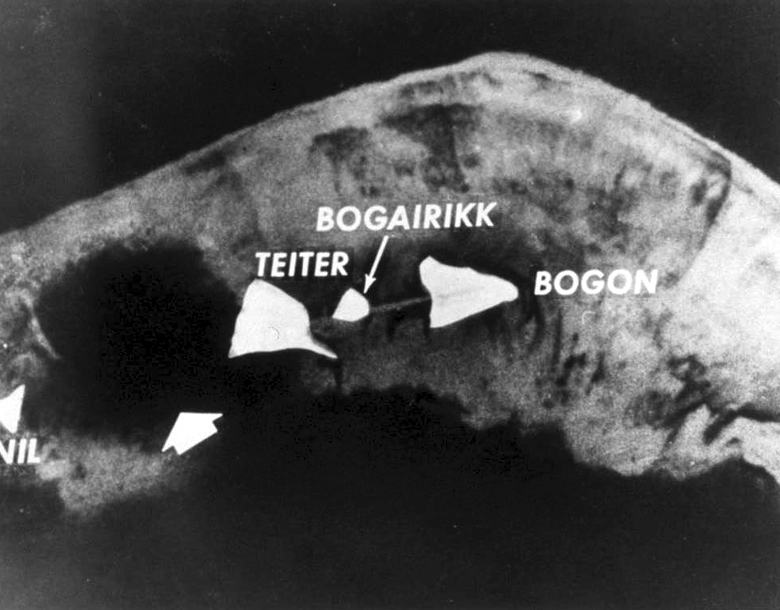
実験後のエニウェトク環礁。島は消滅し、クレーターが残った。